# Wapen van Kockengen

Wapen van Kockengen per 1816

Wapen van Kockengen per 1942

Het wapen van Kockengen kent twee versies. De eerste werd op 11 september 1816 door de Hoge Raad van Adel aan de Utrechtse gemeente Kockengen toegekend. Na toevoeging van de gemeente Laag-Nieuwkoop werd een nieuw wapen aangevraagd. Dit werd op 14 augustus 1942 verleend door de Secretaris-Generaal van het Departement van Algemene Zaken. In 1989 ging Kockengen op in Breukelen, nu onderdeel van gemeente Stichtse Vecht. Het wapen van Kockengen is daardoor komen te vervallen als gemeentewapen. Uit het wapen zijn geen elementen overgenomen in het gemeentewapen van Breukelen.

## Blazoenering
De blazoenering van het eerste wapen per 1816 luidde als volgt:
Van lazuur met zes sautoirs van goud, staande drie, twee en een.
De blazoenering van het tweede wapen per 1942 luidde als volgt:
In lazuur zes St. andrieskruisen van goud, drie, twee en een. Het schild gedekt met een gouden kroon van drie bladeren en twee paarlen
De heraldische kleuren zijn lazuur (blauw) en goud (geel of goud). Het tweede wapen is een voortzetting van het eerste wapen, maar nu getooid met een markiezenkroon.

## Geschiedenis
Bij de site Nederlandse Gemeentewapens is de herkomst van het wapen niet bekend. Ook een andere bron geeft aan dat het onduidelijk is hoe Kockengen aan haar wapen is gekomen. Wel is een soortgelijk wapen gevonden bij de Gelderse familie Van Cockingen in dezelfde samenstelling, maar in andere kleuren. Men vermoedt dat deze familie zijn naam en wapen eerder ontleende aan de heerlijkheid Kockengen dan andersom. Omdat de gemeente Laag-Nieuwkoop geen eigen wapen voerde, is het wapen dat in 1942 aan Kockengen werd verleend gelijk aan het eerste wapen, slechts vermeerderd met een kroon.